# کیتلیتسه
کیتلیتسه (به چکی: Kytlice) یک منطقهٔ مسکونی در جمهوری چک است که در ناحیه دیتشین واقع شده‌است. کیتلیتسه ۲۶٫۷۶ کیلومتر مربع مساحت و ۴۴۳ نفر جمعیت دارد و ۴۶۲ متر بالاتر از سطح دریا واقع شده‌است.